# جيورجوس فاسيليو
جيورجوس فاسيليو (باليونانية: Γιώργος Βασιλείου)‏ (12 يونيو 1984 بليماسول في قبرص - ) هو لاعب كرة قدم قبرصي في مركز الوسط. شارك مع منتخب قبرص لكرة القدم. أما مع النوادي، فقد لعب مع أبولون ليماسول وأريس ليماسول وAEP Paphos FC ‏.

## مسيرته الكروية
لعب جيورجوس فاسيليو خلال مسيرته الاحترافية مع 3 أندية في ثمانية عشر موسمًا وسجل خلالها 33 هدفًا ضمن 356 مباراة. حيث فاز في ثلاثة مواسم بالكأس ولم يفز بأي دوري.
خاض جيورجوس فاسيليو مسيرته مع نادي أريس ليماسول في موسم 2002–03 في المرة الأولى ليلعب معه ستة مواسم ثم في موسم 2009–10 واستمر معه طيلة ثلاثة مواسم، مشاركًا طوالها في 205 مباراة سجل خلالها 30 هدف. ثم انتقل إلى AEP Paphos FC ‏ في موسم 2008–09 لمدة موسم واحد، حيث شارك في 11 مباراة سجل خلالها هدفًا واحدًا. لينتقل بعدها إلى نادي أبولون ليماسول في موسم 2012–13 ليلعب معه ثمانية مواسم، مشاركًا في 140 مباراة سجل خلالها هدفين.

## وصلات خارجية
- جيورجوس فاسيليو على موقع الاتحاد الأوربي (الإنجليزية)
- جيورجوس فاسيليو على موقع قاعدة بيانات كرة القدم.إي يو (الإنجليزية)
- جيورجوس فاسيليو على موقع ناشيونال فوتبول تيمز (الإنجليزية)
- جيورجوس فاسيليو على موقع Soccerway.com (الإنجليزية)
- جيورجوس فاسيليو على موقع AS.com (الإسبانية)